# 五大連池市
五大連池市（ごだいれんち-し）は、中華人民共和国黒竜江省に位置する県級市。市人民政府の所在地は青山鎮。

## 地理
五大連池市は、黒竜省北西部、松嫩平原の北端に位置する。
市内には中国を代表する火山風景区である五大連池風景区（1982年に中華人民共和国国家級風景名勝区に認定）が所在し、風景区内には14の火山が位置している。これらは古いものは90万年前、新しいものは1719年（康熙58年）に噴火している。『黒竜江外記』によれば「墨爾根（メルゲン）の東南、一日地中忽（ゆるが）せに出火、石塊は飛騰、声は四野に震う、数日を越え火熄（や）む、其の地遂に池沼と成る。此れ康熙五十八年の事。」とあり、1721年にかけての火山活動の結果、流出した溶岩が当時の河道を塞ぎ五つの相通じた溶岩堰塞湖（五大連池湖群）を形成した。域内の生物相は豊富で、希少種としてマンシュウグルミ（オニグルミ）、マンシュウトネリコ（ヤチダモ）、ゲンカイイワレンゲ（アオノイワレンゲ）、キハダ、ツルマメなどの植物とノガン、アカハジロ、タンチョウなどの動物が見られる。2004年、五大連池は国際連合教育科学文化機関により第1次世界ジオパークの五大連池地質公園に、同年9月5日には生物圏保護区に指定された。また、東南部に山口湖ダムがあり北安市の北部と接している。

## 歴史

### 古代
五大連池の市域は、秦漢代は烏桓、三国時代には北夫余、隋唐代は黒水靺鞨の居住地であった。遼代には東京道室韋王府の管轄とされ烏延突厥が居地、金代は上京路に属し、蒲與路の管轄とされ女真完顔部の居住地であった。元初には遼陽行省開元路、中期以降は水達達路蒲與路万戸府が設置され、オッチギン（斡赤斤）の分封地とされた。
明朝はヌルガン（奴児干）都司訥謨爾河衛、清朝はブトハ総管衛門の管轄としブトハ八旗 - 正白旗部落居地とした。清末の1909年（宣統2年）、訥河を直隷属地と改編され、中華民国が成立すると1915年には克山県第三区、1929年には徳都設治局が設立された。

### 徳都県
1933年、徳都設治局は徳都県へ昇格、新中国成立後は1958年9月に北安県に編入、嫩江専員公署の下に青山公社が設立された。1963年6月29日、北安市から分離され、1979年には五大連池管理処が設置、翌年管理局に改称された。1983年10月8日の行政改編で五大連池鎮と双泉公社の竜泉、良種場を行政区域とする五大連池市が成立、当時の人口は5千人前後で、中国最小の都市だった。1996年1月31日（民政部民行批[1996]19号）徳都県の全域が五大連池市に編入され現在に至る。五大連池市の市域は徳都県の成立時の管轄区域から変化していない。

## 行政区画
1街道、7鎮、4郷を管轄：
- 街道弁事処：青山街道
- 鎮：竜鎮、和平鎮、五大連池鎮、双泉鎮、新発鎮、団結鎮、興隆鎮
- 郷：建設郷、太平郷、興安郷、朝陽郷

## 経済
鉱産資源にミネラルウォーター、玄武岩、ミネラル泥、蛍石、火山礫があり、薬草には平貝母、五味子、沙参、穿山龍、仏手柑、蒲公英、赤芍、黄檗、黄耆、葦根、車前子、野百合、狼毒大戟、紅花、野薄荷等がある。

## 交通

### 鉄道
- 中国国家鉄路集団
  - 中国鉄路ハルビン局集団公司
    - 北黒線（黒河方面）- 襄河駅（中国語版） - 竜鎮駅（中国語版） - 五大連池駅（中国語版） - 二竜山屯駅（中国語版） -（北安方面）

### 道路
- 高速道路
  - 吉黒高速道路
  - 伊斉高速道路
- 国道
  -  G202国道
  -  G332国道（中国語版）

## 健康・医療・衛生
- 五大連池市第一人民医院、五大連池市中医医院

## 名所・旧跡・観光スポット
主なものに五大連池国家風景名勝区（五大連池火山群、五大連池湖を含む）、益身園、長寿園、極楽亭、鐘霊寺遺跡がある。